# Title of Record
Title of Record è il secondo album in studio del gruppo musicale statunitense Filter, pubblicato il 24 agosto 1999.

## Tracce
Testi e musiche di Richard Patrick, eccetto dove indicato.
1. Sand – 0:36
2. Welcome to the Fold – 7:40
3. Captain Bligh – 5:12
4. It's Gonna Kill Me – 5:04 (Patrick, Geno Lenardo)
5. The Best Things – 4:26
6. Take a Picture – 6:03
7. Skinny – 5:43
8. I Will Lead You – 3:23
9. Cancer – 6:40 (Patrick, Frank Cavanagh)
10. I'm Not the Only One – 5:50
11. Miss Blue – 19:50 – In realtà Miss Blue dura 5:35. Seguono 13 minuti di silenzio (5:35 - 18:35), dopodiché inizia una ghost track senza titolo: si trattano di voci che urlano.

## Formazione
Gruppo
- Richard Patrick - voce, chitarre, basso, programmazioni
- Geno Lenardo - chitarre, basso, sitar, mandolino, programmazioni
- Frank Cavanagh - basso
- Steven Gills - batteria

Altri musicisti
- D'arcy Wretzky - voce addizionale in Cancer
- Eric Remschneider - violoncelli
- Jim McGrath - percussioni
- Elliot Caine - tromba

## Classifiche

### Classifiche settimanali
| Classifica (1999) | Posizione massima |
| ----------------- | ----------------- |
| Australia         | 41                |
| Austria           | 34                |
| Germania          | 20                |
| Nuova Zelanda     | 12                |
| Regno Unito       | 75                |
| Stati Uniti       | 30                |

### Classifiche di fine anno
| Classifica (2000) | Posizione |
| ----------------- | --------- |
| Stati Uniti       | 189       |